# Magelona alata
Magelona alata är en ringmaskart som beskrevs av Reish 1965. Magelona alata ingår i släktet Magelona och familjen Magelonidae. Inga underarter finns listade i Catalogue of Life.